# راف فان دن بيرغ
راف فان دين بيرج هو لاعب كرة قدم هولندي يلعب دور كمدافع مع نادي بي إي سي زفوله.